# Ecoliteratură
Ecoliteratura este un concept literar care definește o direcție stilistică în care utilizarea limbajului licențios, vulgar sau obscen este exclusă, fără ca acest lucru să impună restricții asupra temelor abordate. Conceptul a fost definit în revista literară Europeea de către scriitorul și eseistul Emanuel Cristescu (pseudonimul literar al lui Ion Corbu) și a fost susținut de o comunitate literară care promovează această viziune.
Potrivit acestei perspective, literatura poate avea un impact artistic puternic prin „violența ideilor”, fără a recurge la agresivitatea lexicală sau la expresii obscene. Acest principiu a fost comparat cu ideile lui Roman Jakobson, care considera literatura „o violență organizată asupra limbajului”.

## Fundamente filosofice: Pudoarea ca principiu estetic
Ecoliteratura pornește de la ideea că pudoarea este o caracteristică fundamentală a umanității, fiind un element care separă omul de instinctualitatea animalică. Aceasta este înțeleasă ca un sentiment natural, care reglează nu doar comportamentul social, ci și expresia artistică.
În acest sens, ecoliteratura susține că:  - Literatura poate aborda orice temă, dar fără a recurge la vulgaritate.  - „Violența artistică” trebuie să se manifeste prin idei puternice, nu prin șoc lexical.  - Marea literatură a lumii, cu unele excepții, a urmat aceste principii fără a fi constrânsă moral sau ideologic.
Aceste principii se aseamănă cu metodele utilizate de mișcarea literară franceză OuLiPo, care impunea constrângeri stilistice pentru a stimula creativitatea.

### Originea conceptului
Ecoliteratura a fost propusă ca un cadru stilistic și expresiv bazat pe păstrarea unui limbaj „curat”, fără a limita complexitatea sau profunzimea ideilor literare. În opoziție cu tendințele postmoderne care adesea explorează vulgaritatea ca mijloc de expresie artistică, ecoliteratura își propune să demonstreze că puterea literaturii rezidă în capacitatea de a stimula gândirea fără a șoca gratuit prin limbaj.

### Relația dintre pudoare și expresia literară
Pudoarea este considerată un factor de rafinament estetic, influențând atât temele literare, cât și forma în care sunt exprimate. Susținătorii ecoliteraturii argumentează că evitarea vulgarității nu înseamnă cenzură, ci o alegere conștientă de a folosi un registru lingvistic care să respecte sensibilitatea cititorului fără a-l priva de accesul la teme profunde sau controversate.

## Caracteristici ale ecoliteraturii
1. **Excluderea agresivității lexicale** – Literatura poate explora orice subiect, inclusiv teme dificile, dar fără **apel la limbaj obscen** sau „exhibiționism textual” (*Cristescu, 2003*).  2. **Violența ideilor, nu a cuvintelor** – Inspirată de teoria lui **Roman Jakobson** despre literatura ca „violență organizată asupra limbajului” (*Jakobson, 1960*), ecoliteratura susține că impactul artistic trebuie să vină din **forța ideilor**, nu din brutalitatea lexicală.  3. **O continuitate cu marea literatură clasică** – Susținătorii ecoliteraturii argumentează că majoritatea capodoperelor literare ale lumii respectă acest principiu, făcând din ecoliteratură mai degrabă o **reinstituire a unui standard estetic**, nu o mișcare radical nouă (*Cristescu, 2003*).  4. **Asemănări cu alte mișcări literare** – Conceptul poate fi comparat cu **OuLiPo (Ouvroir de Littérature Potentielle)**, mișcarea literară franceză care folosea **constrângeri formale** pentru a stimula creativitatea (*Queneau, 1963*). De asemenea, se diferențiază de **literatura decenței**, prin faptul că nu impune restricții tematice, ci doar stilistice.

### Diferența față de alte curente literare
Ecoliteratura se distinge de alte curente literare contemporane, precum postmodernismul sau realismul murdar, prin refuzul explicit de a folosi vulgaritatea ca instrument artistic. Spre deosebire de literatura care adoptă un ton provocator pentru a atrage atenția asupra unor realități sociale sau existențiale, ecoliteratura consideră că puterea unui text derivă din capacitatea sa de a stimula imaginația fără a recurge la expresii șocante.

## Originea și dezbaterea conceptului
Termenul a fost introdus în mediul literar în revista *Europeea*, unde a fost discutat și adoptat de o parte din comunitatea scriitorilor online. Potrivit susținătorilor săi, ecoliteratura nu reprezintă o **cenzură**, ci o **opțiune stilistică**. În schimb, criticii săi consideră că excluderea anumitor forme de expresie poate limita autenticitatea literară.
Conceptul este uneori confundat cu **ecocriticismul**, care analizează literatura în relație cu natura și problemele de mediu (*Buell, 1995*). Totuși, **ecoliteratura nu este definită tematic**, ci **prin mijloacele de expresie utilizate**.